# Santa Maria do Cambucá
Santa Maria do Cambucá è un comune del Brasile nello Stato del Pernambuco, parte della mesoregione dell'Agreste Pernambucano e della microregione dell'Alto Capibaribe.